# Uunartoq-schijf

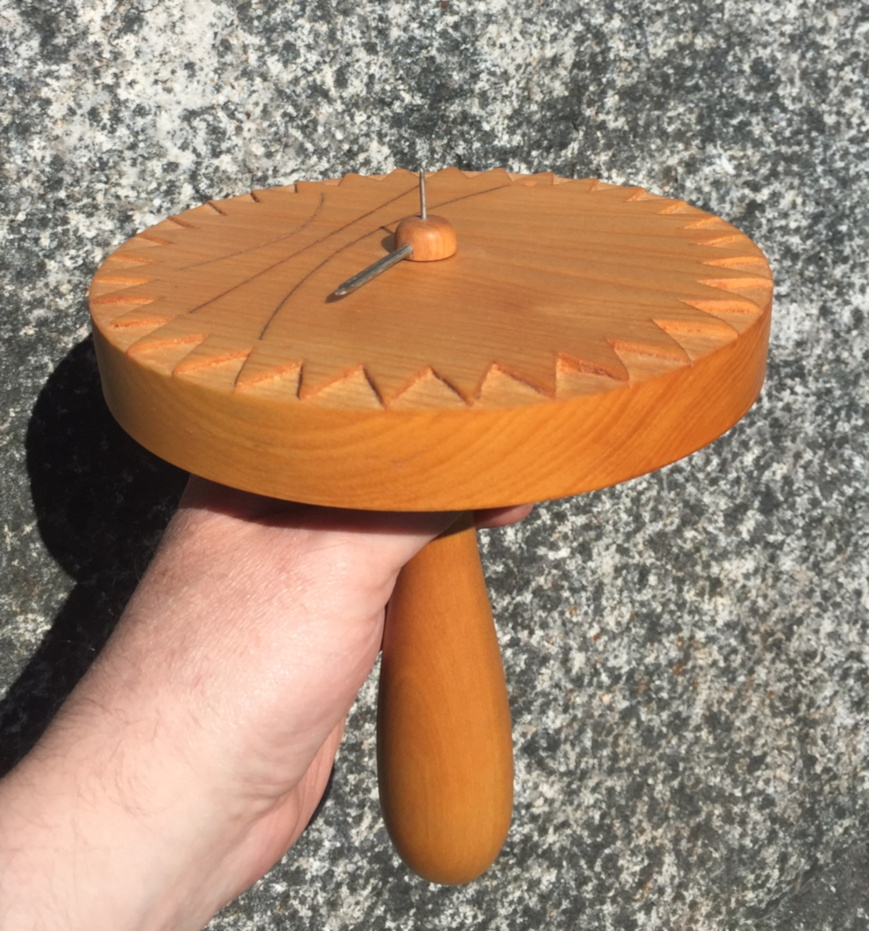
reconstructie van de Uunartoq-schijf

De Uunartoq-schijf is een halve houten schijf die teruggevonden werd in 1948 nabij de ruïnes van een Benedictijnenklooster in een fjord van Uunartoq (Groenland).
Volgens sommige onderzoekers werd de schijf gebruikt tijdens de vroege en late middeleeuwen door de Vikingen of Noormannen om te kunnen navigeren op open zee. Zo is het opmerkelijk dat dit volk plaatsen kon bereiken die andere westerse culturen nog niet bereikt hadden. Zo zijn er bewijzen dat de Vikings met hun langschepen de kusten van Groenland, Newfoundland en de kusten van Baffineiland bereikt hebben, en voorstanders van de theorie zeggen dat dit voorwerp de sleutel was om over open zee te navigeren.

## Gebruik
Het object is een stuk van een schijf van ongeveer 7 cm in diameter met een gat in het midden en verschillende op navigatielijnen gelijkende inkepingen. Indien gebruikt voor navigatie, dan werd er vermoedelijk gebruikgemaakt van een centrale pin of boog om de schaduw op de schijf te laten vallen. De navigatielijnen dienden dan om de breedtegraad en de noord-zuidpositie op de aardbol te bepalen. Ook bij slecht weer kon men in theorie hiermee navigeren door gebruik te maken van calcietkristallen. Dit is een mineraal dat een uniek patroon creëert wanneer het blootgesteld wordt aan uv-stralen, zodat men op bewolkte dagen de positie van de zon kon bepalen, en zelfs wanneer de zon onderging kon men nog deze uv-stralen gedurende één uur waarnemen. Onderzoekers hebben ook bepaald dat je het noorden met een marge van 4 graden kon bepalen met deze techniek.